# 党的基本路线教育运动
从1973年起，中国农村陆续开展党的基本路线教育运动，一直持续到1978年。这一政治运动关心者甚少，黎劲风2015年在共识网发表《亲历4年“路线教育运动”》讲述他亲历的“党的基本路线教育运动”。
1975年9月，华国锋在第一次农业学大寨会议上报告说：“在农村深入进行党的基本路线教育，是建成大寨县的根本保证。”据说受到四人帮抵制。